# Johanna I av Navarra

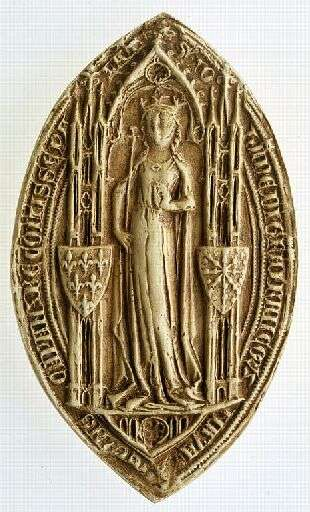
Johanna I av Navarra.

Johanna I av Navarra (franska: Jeanne I de Navarre), född omkring 14 januari 1271, död 4 april 1305), var regerande drottning av Navarra 1274–1305 och icke regerande drottning av Frankrike 1285–1305. Hon var dotter till kung Henrik I av Navarra och Blanka av Artois.

## Biografi

### Barndom
Johanna föddes i grevskapet Champagne i Frankrike som hörde till hennes fars domäner. Vid sin fars död 1274 blev Johanna regerande grevinna av Champagne och Brie och regerande drottning av Navarra. Hennes mor Blanka fungerade som hennes förmyndare och regent. Flera makter, både utländska och inhemska, försökte utnyttja hennes minderårighet och den svaga ställningen för en kvinnlig monark. Både Aragonien och Kastilien planerade att genom våld eller äktenskap ansluta Navarra till sina respektive territorier, medan England och Frankrike på samma sätt ville förhindra just detta. Detta gjorde att hennes franska mor sökte beskydd vid sin släkting Filip III av Frankrikes hov. Tidpunkten för moderns flykt bedöms ha varit strax efter augusti 1274, då hennes sista dokument signerades i Pamplona. 
Det är i själva verket obekräftat om Johanna I själv befann sig i Navarra vid tiden för moderns flykt i Frankrike. Hon hade fötts och uppfostrats i Champagne, som tillhörde Navarra, och en krönikör uppgav att hennes mor lämnade Navarra för att hon ville återförenas med sin dotter i Frankrike. I Frankrike trolovades hon 1276 med Frankrikes tronföljare Filip, som hon sedan uppfostrades med. Navarra placerades därmed under hennes svärfar den franske kungens beskydd. Det är oklart när Johanna I själv började utfärda de edikt och regeringshandlingar som gällde hennes domäner, men i samband med hennes giftermål omtalas hon som myndig.

### Drottning av Frankrike
Den 16 augusti 1284 gifte hon sig med den framtida Filip IV av Frankrike. Ett år senare, 1285, blev hon Frankrikes drottning vid sin makes tronbestigning. I egenskap av drottning av Frankrike beskrivs hon som framgångsrik: hon säkrade tronföljden, ansågs sköta hovet väl som dess första dam i representativ mening, och hade en mycket god relation till Filip IV. Maken ska ha älskat och respekterat henne uppriktigt efter deras gemensamma uppväxt, givit stöd till hennes anhängare och förföljt hennes fiender, men däremot inte gett henne något inflytande över statens affärer förutom i det fall hennes domäner Navarra eller Champagne var inblandade. Han lät 1294 utnämna henne till Frankrikes regent i sitt testamente i det fall han skulle avlida när deras son fortfarande var omyndig. Johanna grundade som Frankrikes drottning den kända College de Navarre i Paris 1305.

### Drottning av Navarra
Johanna I besökte aldrig Navarra efter sitt giftermål, och det är obekräftat huruvida hon någonsin var där ens som barn. Sedan hennes trolovning regerades Navarra i hennes namn av franska guvernörer som utnämndes av hennes blivande svärfar, kungen av Frankrike, och därefter av hennes make i hennes namn. Efter hennes myndighetsförklaring 1284 utfärdades regeringsedikten i hennes namn av henne själv eller av hennes make i hennes namn, och mynten bar hennes namn: hon lät också grunda ett antal kapell och ge sitt beskydd och sina gåvor åt ett antal kloster på avstånd.
Det rådde visst missnöje i Navarra över att hon aldrig besökte kungadömet. De franska guvernörerna var djupt avskydda och det förekom också resningar mot dem, men upproren hotade inte hennes ställning eftersom de inte riktades mot henne utan enbart mot de franska guvernörerna. I Navarra betraktades hon personligen som en nationalsymbol och mottog lojalitet, men det rådde däremot opposition mot det franska övervälde hennes äktenskap hade orsakat, och framfördes ofta önskningar om att hon personligen skulle komma på besök och kritik mot att hon tillbringade all tid i Frankrike. Filip IV misstänktes för att avhålla henne från att besöka Navarra, något som också möjligen var med sanningen överensstämmande. Däremot regerade hon aktivt på avstånd, och utfärdade edikt gällande Navarras styre genom sina franska befattningshavare där. Hon kom dock aldrig närmare Navarras gränser än till Carcasonne år 1300.
Då det gällde hennes andra domän, grevskapet Champagne, var hon däremot ofta närvarande på besök och deltog aktivt i dess styrelse i person. Även om Navarra var ett kungadöme och Champagne ett grevskap, var det Champagne som uppfattades som viktigast, eftersom det var rikast, gav mest inkomster och var strategiskt viktigt för den franska kronan. I Champagne förklarades hon myndig regent och mottog sina vasallers trohetsed vid elva års ålder, eftersom detta var den ålder då en flicka under den tiden räknades som äktenskapsmyndig, liksom femton räknades som en pojkes myndighetsålder eftersom det var från den ålder han ansågs kunna bära svärd. Hon besökte Champagne varje år tillsammans med Filip, och även om Filip tycks ha utnämnt dess administratörer, utförde hon alla de uppgifter och plikter som en självständig vasall brukade utföra, och tros ha regerat där aktivt. Johanna I samlade och ledde år 1297 en armé i strid för att nedslå en revolt från sin vasall greven av Bar, då han hade invaderat Champagne. Hennes make var uttryckligen frånvarande under denna episod, och det var Johanna som sedan förde greven av Bar som fånge till Paris, innan hon återvände till sin make i Lille. Hon drev också personligen processen mot biskop Guichard av Troyes, som initiallt var hennes och hennes mors skyddsling, men som hon lät åtala för att han förskingrat hennes mors och Champagnes tillgångar.
Johanna I avled i barnsäng 1305. Hennes personlige läkare var uppfinnaren Guido da Vigevano. Hon dog under mystiska omständigheter: en krönikör anklagade hennes make för att ha mördat henne.
Navarras och Frankrikes kronor var efter detta förenade i en personalunion under nästan ett halvt århundrade, fram till 1328.

## Barn
Johannas barn var: 
1. Margareta av Frankrike (1288–1312)
2. Ludvig X av Frankrike, (1289–1316), gift med (i tur och ordning) Margareta av Burgund (1290–1315) och Clemence d'Anjou (1293–1328)
3. Blanche (1290–1294)
4. Isabella av Frankrike (1292–1358), gift med Edvard II av England (1284–1327)
5. Filip V av Frankrike (1294–1322), gift med Johanna II av Burgund (1291–1330)
6. Karl IV av Frankrike (1295–1328), gift med (i tur och ordning) Blanche av Burgund (1296–1326), Maria av Luxemburg, (1304–1324) och Johanna av Évreux (1310–1371)
7. Robert av Frankrike (1297–1308)